# Vomitoxin
| Vomitoxin |                                 |
| |                                 |
| Más nevek | dezoxinivalenol (DON) vomitoxin |
| Kémiai azonosítók                                                                                               |                                 |
| CAS-szám | 51481-10-8                      |
| PubChem | 40024                           |
| ChemSpider | 36584                           |
| EINECS-szám | 610-668-0                       |
| KEGG | C09747                          |
| ChEBI | 10022                           |
| InChIKey | LINOMUASTDIRTM-QGRHZQQGSA-N     |
| UNII | JT37HYP23V                      |
| ChEMBL | CHEMBL513300                    |
| Kémiai és fizikai tulajdonságok                                                                                 |                                 |
| Kémiai képlet                                                                                                   | C15H20O6                        |
| Moláris tömeg                                                                                                   | 296,32 g/mol                    |
| Olvadáspont | 152 °C                          |
| Veszélyek |                                 |
| EU osztályozás                                                                                                  | Mérgező (T)                     |
| R mondatok | R25                             |
| S mondatok | S36/37/39, S45                  |
| LD50 | 46 mg/kg (egér, szájon át)      |
| Ha másként nem jelöljük, az adatok az anyag standardállapotára (100 kPa) és 25 °C-os hőmérsékletre vonatkoznak. |                                 |

A vomitoxin, más néven a dezoxinivalenol (DON) egy B típusú trichotecén, egy epoxi terpenoid. Ez a mikotoxin túlnyomó részt olyan gabonákban fordul elő, mint a búza, az árpa, a zab, a rozs és a kukorica. Rizsben, cirokban és tritikáléban ritkábban található meg. A vomitoxin jelenlétét leginkább a Fusarium graminearum (Gibberella zeae) és a Fusarium culmorum gombák jelenlétével kapcsolják össze. Mindkettő fontos, növényeket megtámadó patogén, melyek közül a fuzárium következtében kiég a búza felső része, a Gibberella esetében pedig elkezd rothadni a kukorica kalásza. Kimutatták, hogy közvetlen kapcsolat van a kalász fuzáriumos kiégése és a vomitoxin mért szintje között. A fuzáriumos kalászkiégést nagyban befolyásolja a virágzás időpontja és a záporok ideje. Ez sokkal jobban hat rá, mint a záporban leesett csapadék mennyisége. Mindezen felül a fuzárium és a vomitoxin jelenlétére nagyban hat a termesztett fajták fuzáriumra való fogékonysága, valamint hogy régebben milyen művelést alkalmaztak, a földművelési gyakorlat és a gombaölőszer alkalmazása.
A Fusarium graminearum legjobban 25 Celsius-fokon és 0,88-os vízaktivitási szint fölött szaporodik el. A Fusarium culmorum legjobban 21 fokos környezetben 0,87-os vízaktivitás fölött fejti ki hatását. A két faj földrajzi elterjedését leginkább a hőmérséklet határozza meg. Az F. graminearum a szokásosabb fajta, s leginkább a melegebb égtájakon található meg. A vomitoxin mind az embereknél, mind pedig az állatoknál okozhat gombák által terjesztett mérgezést.
Más, gabonákban és a takarmányban előforduló trichotocén mikotoxinokkal összehasonlítva a vomitoxin enyhének mondható. A csökkent élelembevitel és az ezzel együtt járó teljesítménycsökkenés az egyetlen, a haszonállatoknál érzékelhető hatása a vomitoxinnak. A vomitoxinra ezt a válaszreakciót a szervezet a központi idegrendszeren keresztül adja. A vomitoxin a mikotoxinok trichotecén csoportjába tartozik, melynek tagjai erős fehérje gátló hatásúak. A fehérjeszintézis megakadása miatt az agy növeli a triptofán nevű aminosav felvételét, s ennek következtében fokozódik a szerotonin szintézise. Úgy gondolják, a DON és más trichotocén anyagok a megnövekedett szerotoninszinten keresztül felelősek az anorexia kialakulásáért. Az is szerepet játszhat a csökkent élelembevitelben, hogy a vomitoxin irritálja a táplálkozási és emésztő szervrendszert.
- Emberi élelmiszerek: A vomitoxin nem annyira ismert karcinogén, mint az aflatoxin. Nagy mennyiségben kell vomitoxinnal szennyezett gabonát fogyasztani ahhoz, hogy embereknél halált okozzon. Amerikában az élelmiszerek legfeljebb 1 ppm mennyiségben tartalmazhatnak vomitoxint.
- Háziállatok: A kutyáknak és macskáknak szánt gabona fő- vagy melléktermék legmagasabb megengedett vomitoxintartalma 5 ppm.
- Haszonállatok: A haszonállatoknál a vomitoxin következtében csökken az étvágy és csökken a testsúly, ha a vomitoxin-tartalom meghaladja az előírt mennyiséget. Baromfiknál, kérődző marháknál ez 10 ppm. A fejős teheneknél ez a korlát 2 ppm.

## Külső hivatkozások
- A vomitoxin összefoglaló áttekintése
- Microbiology of Animal Feeds Archiválva 2013. június 12-i dátummal a Wayback Machine-ben
- Többféle mikotoxinról szóló részletes leírás